# 小金川
小金川，又稱小金河，长江流域河川。由抚边河与沃日河匯合而成，最終汇入大渡河上游，属于大渡河水系。河长151千米，流域面积5240平方千米，年均流量103立方米每秒。自然落差2340米。水能理论蕴藏量18万千瓦。